# Energy Observer
Energy Observer est le premier navire à hydrogène autonome en énergie grâce à un mix d'énergies renouvelables et d'hydrogène produit à bord à partir de l'eau de mer. Conçu en collaboration avec les ingénieurs du CEA-Liten et mis à l'eau en avril 2017, son objectif est de tester l’efficacité d’une chaîne de production énergétique complète reposant sur le couplage de différentes énergies renouvelables, en réalisant un tour du monde en autonomie énergétique, sans émissions directes de gaz à effet de serre, ni de particules fines.

## Historique
Energy Observer est construit à partir de la reconversion de la coque du catamaran de course « Formule Tag » construit au Canada en 1983 par l'architecte naval Nigel Irens. À son rachat en 2015, le voilier s'appelait Spirit of Antigua et était en jachère à la suite d'un chavirage en 2010. Il a déjà été rallongé quatre fois et a maintenant une longueur de 30,5 m et une largeur de 12,80 m.
La transformation en navire expérimental porte son poids de 15 à 35 tonnes en raison notamment de l'ajout d'une nacelle centrale moulée dans des formes de trimaran de course. Dans sa première configuration il dispose de 130 m2 de panneaux photovoltaïques et de deux éoliennes de 6,50 mètres de hauteur en forme de spirales.
Après 16 mois de voyage, un bilan est fait fin 2018, la surface de panneaux solaires est augmentée à 168 m2 et les éoliennes sont remplacées par deux voilures Oceanwings ayant une forme d'ailes autoportées par des mats de 12 m, d'une surface de 32 m2 chacune.

## Projet

### Mission scientifique

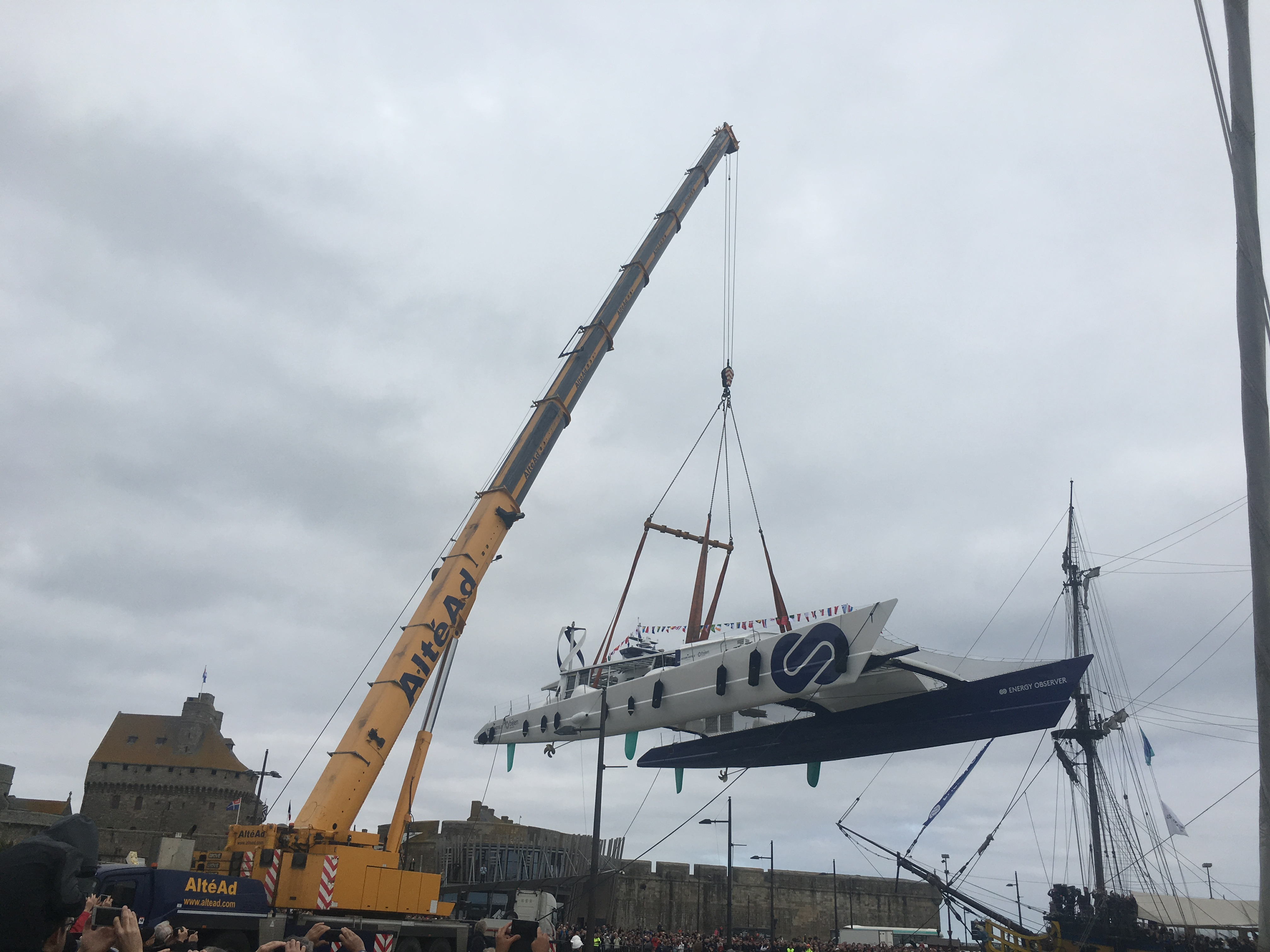
Energy Observer suspendu lors de sa mise à l'eau dans le port de Saint-Malo.

Energy Observer se dit laboratoire flottant, en testant un nouveau type d'architecture énergétique avec un système qui allie trois sources d'énergies renouvelables (solaire, éolien et hydrolien) et deux formes de stockage (batteries pour le court-terme et hydrogène pour le long terme). Le navire a la particularité de produire l'hydrogène à bord grâce à l'électrolyse de l'eau de mer. Les ingénieurs testent les différentes briques technologiques séparément afin de les faire fonctionner le mieux possible ensemble. L'autonomie énergétique complète est le défi que cherche à relever ce navire expérimental. Chaque année, le navire passe en chantier afin de tirer les enseignements des navigations écoulées et de remplacer ou optimiser les techniques existantes.

### Mission pédagogique
Au cours de ses escales, l'équipage d'Energy Observer part à la rencontre de porteurs de projets afin de mettre en avant des solutions concrètes pour atteindre les objectifs de développement durable. Ces contenus vidéos sont ensuite partagés sur une plate-forme vidéo dédiée.
Lors de certaines escales, le navire est accompagné par un village événementiel gratuit destiné à l'accueil du grand public pour le sensibiliser au changement climatique, pour expliquer les techniques embarquées et diffuser les contenus documentaires réalisés pendant l'expédition. Lors des escales, le village met en place la réalité virtuelle et des projections à 360 degrés.

### Équipe
L'expédition est menée par deux hommes, Victorien Erussard, capitaine et fondateur du projet, ancien coureur au large et officier de marine marchande. Mais aussi, Jérome Delafosse, chef d'expédition, scaphandrier professionnel et réalisateur de documentaires.

#### Équipe en mer
L'équipage d'Energy Observer est composé de 4 à 10 personnes selon les navigations. Il réunit plusieurs corps de métiers avec des navigants issus de la course au large ou de la marine marchande, des ingénieurs et une équipe de tournage.

#### Équipe à terre
L'équipe à terre est répartie entre Paris, Saint-Malo et Grenoble. Elle est chargée de la veille technologique et de la recherche et développement des techniques embarquées, de la communication, de la gestion administrative du projet et des relations avec les partenaires.

### Parrains

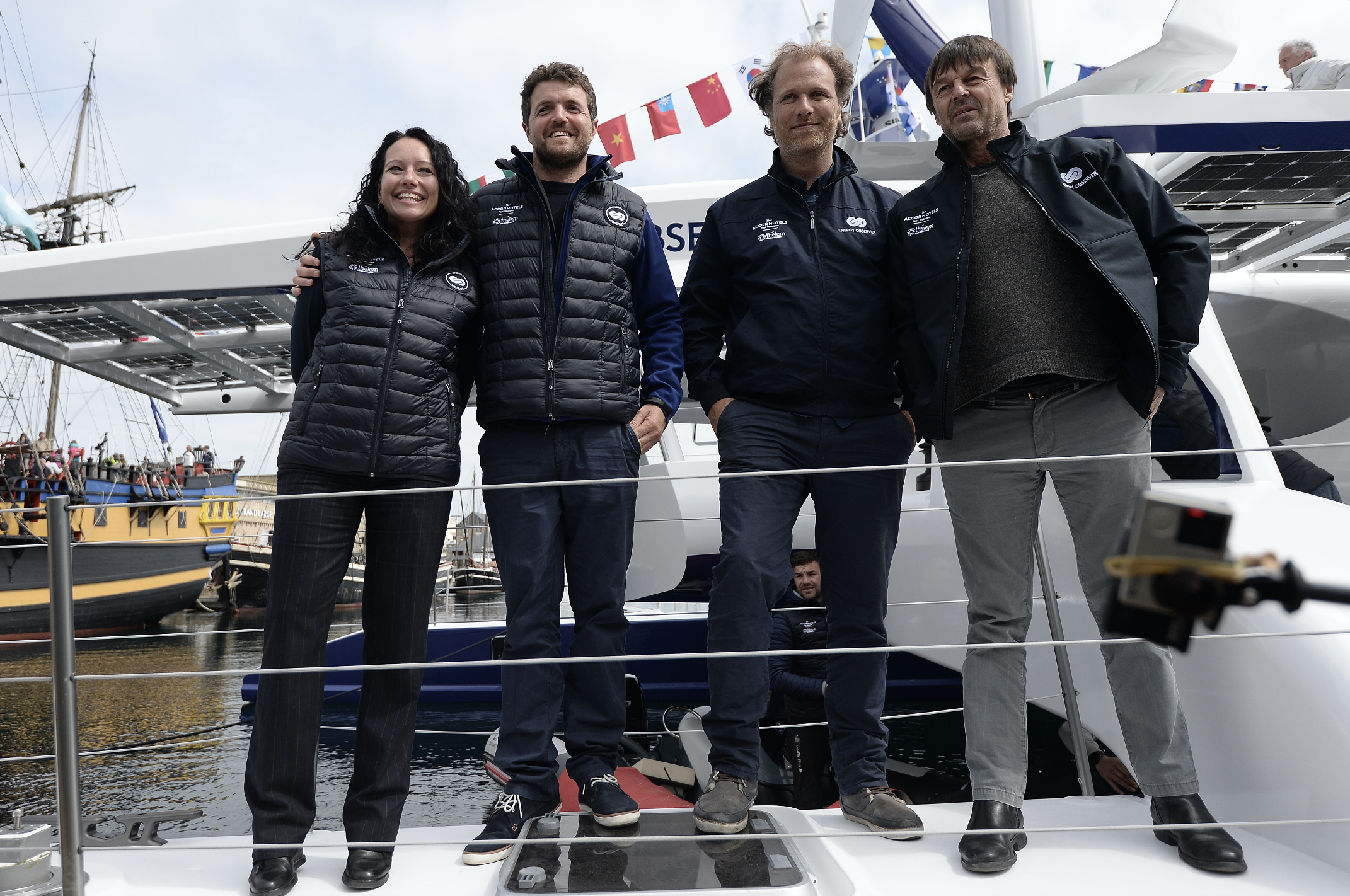
Florence Lambert, directrice du CEA-Liten et marraine, Victorien Erussard, fondateur et capitaine, Jérôme Delafosse, chef d'expédition, Nicolas Hulot, Ministre de la transition écologique et solidaire et parrain. Le 14 avril 2017 à Saint-Malo à l'occasion de la mise à l'eau dEnergy Observer.

Les parrains du projet sont Florence Lambert, directrice du CEA-Liten, et Nicolas Hulot, ancien président de la Fondation pour la nature et l'homme et ancien ministre de l'Écologie.

### Partenaires
Energy Observer est un projet multipartenaires financé grâce au sponsoring et au mécénat.
En plus des partenaires financiers, le projet est accompagné par des partenaires technologiques et opérationnels, et soutenu par des partenaires institutionnels tels que l'Union européenne, l'UNESCO, le ministère de la Transition écologique et solidaire et l'IRENA.

### Promotion autour du navire
En France, le navire est nommé le premier ambassadeur des « Objectifs de développement durable » par le ministère de la Transition écologique et solidaire,. Il a reçu le haut patronage du président de la République ainsi que le soutien de la Commission européenne, de l’Unesco et Agence internationale pour les énergies renouvelables (IRENA).
Energy Observer est une marque déposée par la société Energy Observer.
Le projet se diversifie en 2019 avec la création de la société Energy Observer Developments.
En février 2022, l'entreprise annonce la mise à l'eau à l'horizon 2025 d'un cargo capable de transporter 5 000 tonnes de marchandises avec zéro émission de CO2. Le cargo fonctionnera à l'énergie électrique, sera muni de batteries et de réserves d'hydrogène liquide. Son coût est estimé à 80 millions d'euros.

## Techniques embarquées

### Le mix énergétique
Conçu en partenariat avec une équipe d'architectes navals et le CEA-Liten de Grenoble, ce navire expérimental qui pèse 30 tonnes est la poursuite du projet du Cea-Liten avec le voilier Zéro CO2, premier bateau autonome en énergie et sans émission de gaz à effet de serre, ni particules fines, propulsé aux énergies renouvelables et à l’hydrogène,.
Le mix énergétique est composé de trois sources de production d’énergie renouvelable :
- Solaire photovoltaïque : avec des panneaux solaires
- Éolien : 2 éoliennes à axe vertical, des ailes de traction, puis des propulseurs éoliens à axe vertical
- Hydrolien : grâce aux 2 moteurs électriques réversibles en générateurs permettant de produire 4 kWc chacun lorsque le bateau est tracté ou amarré dans une zone à fort courant

Et de deux systèmes de stockage :
- Batteries lithium-ion : 106 kWh
- Hydrogène : 62 kg comprimé à 365 bars, convertis en électricité grâce à une pile à combustible de 22 kW

### Les panneaux photovoltaïques

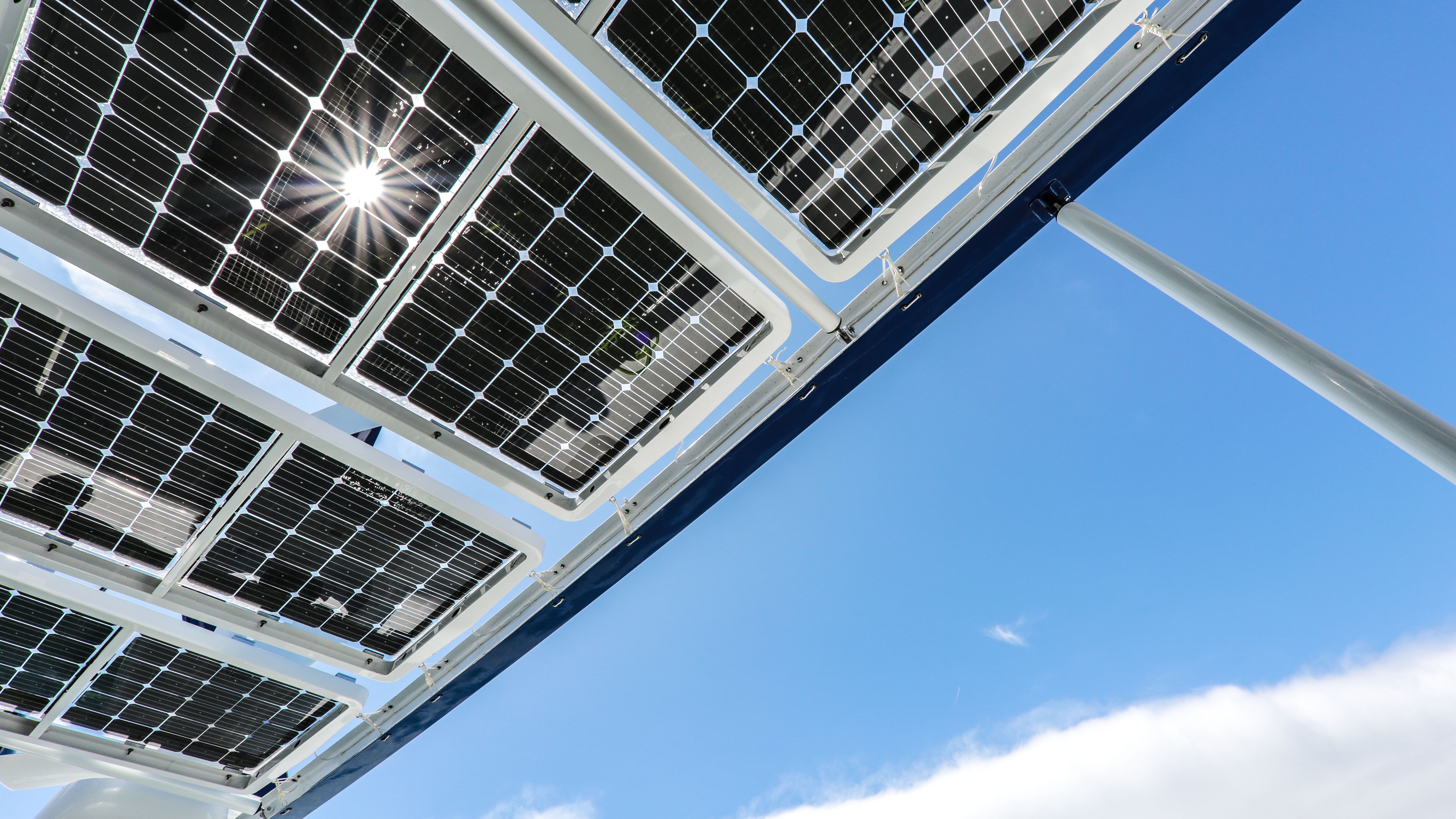

Les panneaux solaires permettent de produire entre 50 et 150 kWh d'électricité par jour selon la saison et la latitude et intègrent différentes techniques :
- Conformable (cellules Sunpower) avec ou sans revêtement anti-dérapant[réf. souhaitée].
- Bifacial : permettant de produire jusqu’à 30 % d’énergie en plus grâce à la réverbération sur les surfaces blanches de la coque et sur la mer. Cette technique a été réalisée en collaboration avec l’Institut national de l’énergie solaire à Chambéry. Elle est installée sur les ailes solaires latérales, l’aile solaire arrière ainsi que sur la verrière de la nacelle centrale[réf. souhaitée].
- L’hétérojonction : les cellules utilisées pour les panneaux bifaciaux ont la particularité de combiner deux types de silicium grâce à l’hétérojonction, contrairement aux cellules classiques qui n’en utilisent qu’un seul. Cette configuration permet de convertir plus efficacement l’énergie solaire en électricité, avec un rendement proche de 24 %, alors que les panneaux conventionnels ont un rendement de l'ordre de 19 %[20].

Depuis 2020, le navire a 202 m2 de panneaux solaires pour une puissance de 34 kWc.

### Les éoliennes à axe vertical durant les tours de France et de Méditerranée
Les éoliennes d’Energy Observer ont été montées sur un axe vertical, contrairement aux éoliennes traditionnelles dont l’axe est horizontal. Ce format a été choisi car il est plus efficace pour récolter l’énergie de vents changeants et offre notamment un meilleur rendement à de basses vitesses de vent[réf. souhaitée].
Les 2 éoliennes fonctionnent au mouillage ou en navigation, de jour comme de nuit. D’une puissance de 1 kWc chacune, ces éoliennes fournissent une énergie d’appoint lorsqu’il n’y a pas de soleil ― jusque 5 % de l’énergie totale récoltée par le navire, contre 95 % pour les 23,7 kWc de panneaux photovoltaïques.
À la suite des divers essais, il s'avère que les deux éoliennes ont un rendement nul du fait de la prise au vent.

### Propulseurs éoliens pour le tour de l'Europe du Nord
Le 18 avril 2019, Energy Observer est doté de 2 propulseurs éoliens automatisés à axe vertical. Chaque propulseur est une aile rigide dont la surface modulable peut atteindre 31,5 m2. Les ailes peuvent pivoter à 360 degrés. Elles permettent de réduire la consommation des moteurs électriques, et même de les utiliser en tant que générateurs d'énergie.

### Les moteurs électriques réversible
Les deux moteurs ont chacun une puissance de 41 kW, soit une puissance totale de 82 kW (115 chevaux). Ces moteurs conçus par Phase Automation sont dotés d’un très haut rendement (97 %), qui contribue à réduire les besoins du navire.
Ils sont réversibles, c’est-à-dire qu’ils peuvent devenir générateur d’électricité, à la manière d’une hydrolienne, pour générer 2 × 4 kWc. Ce mode peut être utilisé lorsque le navire est tracté (par un propulseur éolien par exemple) ou bien lorsqu’il est amarré dans une zone avec un fort courant (sur un fleuve)[réf. souhaitée].
À partir de 2020, ces moteurs sont couplés à des hélices à pas variable.

### Le stockage énergétique à court terme: les batteries
Les batteries Lithium-ion pèsent 1,4 tonne[réf. souhaitée] (75 Wh/kg contre 260 Wh/kg pour l'avion Solar Impulse 2).
Bien que très important, le poids n’est pas le premier élément de choix à bord d’Energy Observer où les ingénieurs ont d’abord choisi l’étanchéité et la solidité du système.

### Le stockage énergétique à long terme: l’hydrogène
Energy Observer utilise l’hydrogène comme moyen de stockage, pour prolonger l’autonomie du bateau la nuit ou lorsque les conditions météorologiques ne sont pas favorables.
L’hydrogène est produit à bord grâce à une chaîne de production d’hydrogène complète installée dans les flotteurs du navire, qui permet de désaliniser, purifier, électrolyser, comprimer et enfin stocker l’hydrogène dans 8 réservoirs. Pour le tour de l'Europe du Nord, grâce aux propulseurs éoliens, il est possible de produire de l'hydrogène pendant la navigation.
L’hydrogène est ensuite converti en électricité grâce à la pile à combustible, conçue et fabriquée par le CEA-Liten. En 2020, cette pile est complétée avec une pile développée par Toyota.
L'ensemble de la chaîne hydrogène (électrolyseur, compresseur, pile à combustible) a un rendement d'environ 30 %, contre 90 % pour la batterie. La batterie est donc utilisée comme système de stockage court terme (alternance jour/nuit), le système à hydrogène sert quant à lui de prolongateur d’autonomie (stockage long terme). La chaîne hydrogène pèse 2,1 tonnes[réf. souhaitée].

## Expéditions
Entre 2017 et 2024, Energy Observer accomplit un tour du monde de 7 ans à travers 50 pays et 101 escales,, qui fait l'objet d'une série documentaire « L’Odyssée pour le futur ».
Le navire effectue un premier tour de France en 2017, un tour de Méditerranée en 2018, puis un tour d'Europe du Nord en 2019 marqué par la navigation jusqu’au Spitzberg dans l'archipel du Svalbard.
Le projet de tour du monde avec étape aux J.O. de Tokyo en 2020 est remis en cause par la pandémie du Covid-19. Le navire traverse juste l'océan Atlantique et navigue sans accoster en mer des Caraïbes jusqu'en juillet 2020, ou il retrouve la terre ferme à Nassau.
En février 2021, le navire rejoint l'océan Pacifique en traversant le canal de Panama. Il atteint Hawaï le 20 juin puis la Nouvelle Calédonie le 16 juillet.
Le 10 mars 2022, Energy Observer arrive à Singapour pour sa 70e étape. Il s'agit de la première étape asiatique du navire. Le 23 avril 2022, il est en Thaïlande. Le 18 juin 2022, le navire arrive au port de Hô Chi Minh Ville.
Le 14 juin 2024, le navire est de retour à son port d'attache de Saint-Malo, après un périple de 126 000 km. Il termine son odyssée à Paris, en juillet 2024, là où il a été baptisé sept ans plus tôt. Il est amarré sur la Seine pendant les Jeux Olympiques de Paris.

### Livre de Bord
Nota bene : Les données de navigation pour Energy Observer sont issues de collecteurs de données, du Système d'identification automatique.

#### 2017: Tour de France
Le Tour de France permet de fiabiliser les techniques du navire, et d'animer un village pédagogique itinérant qui accueillera 100 000 visiteurs.
Après son baptême à  Paris, Energy Observer navigue vers Boulogne-sur-Mer et Cherbourg.
À Nantes, Energy Observer navigue avec le Jules Verne II (transport en commun à hydrogène). Le navire produit de l'hydrogène à partir de l'eau de la Loire.
Il passe par l'île d'Yeu et La Rochelle, et essaye une aile de traction de 50 m2.
L' équipe met en route la production d'hydrogène par électrolyse de l'eau de mer en naviguant vers Bordeaux.
Il passe par Royan, puis se dirige vers les eaux ibériques en passant par Donastia. Energy Observer contourne la péninsule ibérique avec le passage du détroit de Gibraltar  puis arrive à La-Seyne-sur-Mer.
Il va ensuite à Marseille où il est amarré au pied du MUCEM. A Monaco, le navire fait une sortie avec SAS Le Prince Albert II et Bertrand Piccard à bord.

#### 2018: Tour de la Méditerranée
| n° | Destination              | Du    | Au    | Commentaire |
| -- | ------------------------ | ----- | ----- | --- |
|    | Marseille                | 26/03 | 28/03 | Convoyage vers la Corse : 37 heures de navigation. |
| 13 | CorseCalvi               | 30/03 |       | Passage à Girolata, puis à la réserve de Scandola. |
|    | Ajaccio                  | 05/04 | 09/04 | Rechargement des batteries. |
|    | Bonifacio                | 09/04 | 10/34 | Convoyage vers Cagliari en Sardaigne. |
|    | Cagliari                 |       |       | 50 heures de convoyage vers la Tunisie. |
| 14 | Tunisie Gammarth         | 19/04 |       | Le 20, il va à Ghar El Mehl et Bizerte pour valoriser l'action locale du WWF (préservation de l'écosystème), puis à l’oasis maritime de Chenin.                                          |
|    | Sidi Bou Said            | 24/04 |       | Convoyage vers Malte. |
| 15 | Malte La Valette         | 26/04 | 04/05 | Rencontres avec la ferme Permacole Oasis de Bahrija, le programme apicole BeeAware, puis départ vers la Crète et convoyage vers Israël.                                                  |
| 16 | Israël Herzliya et Jaffa | 19/05 | 28/05 | C'est l'occasion de partager avec de nombreux acteurs locaux des objectifs de développement durable, notamment la tour solaire d'Ashalim. Le 28 : départ pour Chypre.                    |
| 17 | Chypre Limassol          | 30/05 |       | Étape centrée sur la biodiversité locale : espèces invasives, protection de tortues. |
|    | Grèce Rhodes             | 06/06 | 08/06 | Rechargement des batteries. |
| 18 | Grèce les îles           | 08/06 | 14/06 | Energy Observer visite successivement les îles de Tylos, Lipsi et Amaos, qui développent les énergies renouvelables solaires et éoliennes.                                               |
| 19 | Grèce Samos              | 14/06 | 16/06 | Rencontre avec l'association Archipellagos, dédiée à la biodiversité méditerranéenne. Rechargement des batteries à Mykonos.                                                              |
| 20 | Grèce Athènes            | 19/06 | 23/06 | Le navire a déjà parcouru plus de 7 000 milles marins. |
| 21 | Grèce Ithaque            | 26/06 | 26/06 | |
| 22 | Albanie Sarande          | 26/06 | 27/06 | Étape réalisée au moyen de l'électricité fournie par la pile à combustible alimentée par l'hydrogène produit à bord.                                                                     |
| 23 | Monténégro Kotor         | 29/06 | 01/07 | |
| 24 | Croatie Zadar            | 06/07 | 04/07 | Rencontre avec les acteurs locaux du Green Harbors Project. Le navire recharge ses batteries et fait le plein d'hydrogène.                                                               |
| 25 | Italie Venise            | 06/07 | 15/07 | Inauguration du nouveau village itinérant qui a accueilli une table ronde dédiée à la mobilité propre. Rencontre avec plusieurs acteurs locaux en liaison avec la transition écologique. |
| 26 | Italie Bari              | 18/07 | 23/07 | Pour rejoindre Salerne, Energy Observer traverse le détroit de Messine le 26 juillet. |
| 27 | Italie Salerne           | 29/07 | 02/08 | Le navire fait le plein d'hydrogène. |
| 28 | Corse Bastia             | 06/08 | 16/08 | Le navire a parcouru près de 4000 milles marins. Il refait le plein d'hydrogène. Rencontre les navires de la mission CorSeaCare,                                                         |
| 29 | FranceSaint Tropez       | 12/08 | 16/08 | Le maire de Saint Tropez fait part l'intérêt de la mobilité durable pour sa commune. |
| 30 | EspagneBaléares          | 18/08 | 27/08 | Minorque et sa réserve naturelle, Majorque, Ibiza (plein d'hydrogène), Formentera (protection des Posidonies).                                                                           |
| 31 | EspagneValence           | 30/08 | 05/09 | Dernière escale officielle du tour de la Méditerranée. Rencontre avec les commissaires au développement durable d'Espagne et de France ainsi que le maire de Valence.                    |
| 32 | TanherTanger             | 09/09 | 14/09 | Escale technique : maintenance des compresseurs d'hydrogène. Échanges avec des scolaires.                                                                                                |
| 33 | PortugalLisbonne         | 17/09 | 02/10 | Participation à Ocean Meeting 2018. |
|    | FranceSaint Malo         | 17/10 |       | Pour la Route du Rhum, le navire rejoint Saint Malo via La Corogne et Bénodet à cause de la dépression Callum.                                                                           |

#### 2019: Tour d'Europe du Nord
Le Tour d'Europe du Nord permet de valider les ailes de propulsion. Équipé de celles-ci, le navire peut produire de l'hydrogène tout en naviguant. Il permet également de valider plusieurs techniques dans des conditions extrêmes.
| Destination             | Du    | Au    | Commentaire |
| ----------------------- | ----- | ----- | --- |
| BelgiqueAnvers          | 18/03 | 21/03 | Le 18 mars 2019, Energy Observer quitte Saint Malo à destination d'Anvers. Il atteint la destination 3 jours plus tard. |
| Pays-BasAmsterdam       | 02/04 | 04/04 | Le 2 avril, le navire passe et salue La Haye avant d'atteindre Amsterdam. Durant cette escale, il est équipé d'une paire de propulseurs éoliens le 18 avril. |
| AllemagneHambourg       | 22/04 | 25/04 | Le 22 avril, Energy Observer quitte le port d'Amsterdam puis navigue vers Hambourg qu'il atteint le 25 avril. |
| DanemarkCopenhague      | 13/05 | 15/05 | Energy Observer quitte Hambourg le 13, navigue dans le canal de Kiel et passe à Holtenau. Il continue sa route vers le Danemark, avec une pause face à Ballen île Samsø (entièrement autonome en énergie). Le 15 mai 2019 au soir, Energy Observer atteint Copenhague pour une escale officielle. |
| SuèdeStockholm          | 20/05 | 24/05 | Le 20 mai, il se met en route vers la Suède. Le 22 mai, il passe à Kalmar, navigue ensuite entre les îles de l'archipel de Stockholm qu'il atteint le 24 mai. |
| FinlandeHelsinki        | 04/06 | 06/06 | |
| EstonieTallin           | 11/06 | 12/06 | Energy Observer arrive à part d'Helsinki le 11 juin pour naviguer vers Emäsalo, Axalö puis Tallinn. |
| RussieSaint-Pétersbourg | 14/06 | 16/06 | |
| EstonieKunda            | 21/06 | 22/06 | Energy Observer s'arrête à Kronstadt avant de rejoindre sa destination. |
| EstonieTallinn          | 23/06 | 24/06 | |
| EstonieKärdla           | 25/06 | 26/06 | Energy Observer s'arrête à Kronstadt avant de rejoindre sa destination. |
| SuèdeVisby              | 27/06 | 30/06 | |
| SuèdeKalmar             | 30/06 | 01/07 | |
| SuèdeSimrishamn         | 03/07 | 04/07 | Sur sa route, Energy Observer salue la forteresse de Kurrholmen (sv). |
| DanemarkCopenhague      | 05/07 | 06/07 | |
| NorvègeTromsø           | 07/07 | 27/07 | Le 10 juillet, le navire est à proximité de Kristiansand et repart le 11 juillet. |
| NorvègeLongyearbyen     | 02/08 | 10/08 | Le 6 août, Energy Observer navigue à proximité de la pointe sud de l'Île aux Ours. Il atteint le sud du Spitzberg le 8 août 2019. |
| NorvègeTromsø           | 11/08 | 18/08 | Energy Observer passe par Pyramiden avant de naviguer au sud pour retourner vers les côtes continentales de la Norvège. |
| NorvègeBodø             | 26/08 | 29/08 | Durant son escale, le navire fait une excursion vers l’île voisine de Store Hjartøya. |
| NorvègeRørvik           | 31/08 | 02/09 | |
| NorvègeÅlesund          | 04/09 | 06/09 | |
| ÉcossePeterhead         | 19/09 | 22/09 | |
| ÉcosseAberdeen          | 27/09 | 27/09 | |
| AngleterreLondres       |       | 03/10 | Le 3 octobre 2019, Energy Observer arrive à Londres, dernière escale du Tour d'Europe du Nord. |
| FranceSaint-Malo        | 14/10 |       | Energy Observer repart pour Saint Malo, via Dunkerque et Cherbourg. |